# Copa Davis de 2007 - Zona das Américas
A Zona das Américas é uma das 3 zonas regionais da Copa Davis.

## Grupo I
|                                                   | 2ª Rodada Play-offs 21-23 de Setembro             | 2ª Rodada Play-offs 21-23 de Setembro             | 2ª Rodada Play-offs 21-23 de Setembro             |                                                   |  | 1ª Rodada Play-offs 20-22 de Julho | 1ª Rodada Play-offs 20-22 de Julho | 1ª Rodada Play-offs 20-22 de Julho |                 |                 | 1ª Rodada 9-11 de Fevereiro | 1ª Rodada 9-11 de Fevereiro | 1ª Rodada 9-11 de Fevereiro |                 |                                                          | 2ª Rodada 6-8 de Abril                                   | 2ª Rodada 6-8 de Abril                                   | 2ª Rodada 6-8 de Abril                                   |                                                          |                       |
|                                                   |                                                   |                                                   |                                                   |                                                   |  |                                    |                                    |                                    |                 |                 |                             |                             |                             |                 |                                                          |                                                          |                                                          |                                                          |                                                          |                       |
|                                                   |                                                   |                                                   |                                                   |                                                   |  |                                    |                                    |                                    |                 |                 |                             |                             |                             |                 |                                                          |                                                          |                                                          |                                                          |                                                          |                       |
|                                                   |                                                   |                                                   |                                                   |                                                   |  |                                    |                                    |                                    |                 |                 | S                           | México                      |                             |                 |                                                          |                                                          |                                                          |                                                          |                                                          |                       |
|                                                   |                                                   |                                                   |                                                   |                                                   |  | Metepec, México                    | Metepec, México                    | Metepec, México                    | Metepec, México |                 |                             | bye                         |                             |                 |                                                          | Asia, Peru                                               | Asia, Peru                                               | Asia, Peru                                               | Asia, Peru                                               | Asia, Peru            |
|                                                   |                                                   |                                                   |                                                   |                                                   |  | S                                  | México                             | 5                                  |                 |                 |                             |                             |                             |                 | S                                                        | México                                                   | 2                                                        |                                                          |                                                          |                       |
|                                                   |                                                   |                                                   |                                                   |                                                   |  |                                    | Venezuela                          | 0                                  |                 | Asia, Peru      | Asia, Peru                  | Asia, Peru                  | Asia, Peru                  |                 |                                                          | Peru                                                     | 3                                                        |                                                          |                                                          |                       |
|                                                   |                                                   |                                                   |                                                   |                                                   |  |                                    |                                    |                                    |                 |                 | Venezuela                   | 2                           |                             |                 |                                                          |                                                          |                                                          |                                                          |                                                          |                       |
|                                                   | Valência, Venezuela                               | Valência, Venezuela                               | Valência, Venezuela                               | Valência, Venezuela                               |  |                                    |                                    |                                    |                 |                 | Peru                        | 3                           |                             |                 |                                                          |                                                          |                                                          |                                                          |                                                          |                       |
|                                                   |                                                   | Venezuela                                         | 1                                                 |                                                   |  |                                    |                                    |                                    |                 |                 |                             |                             |                             |                 |                                                          |                                                          |                                                          |                                                          |                                                          |                       |
|                                                   |                                                   | Colômbia                                          | 4                                                 |                                                   |  |                                    |                                    |                                    |                 | Calgary, Canadá | Calgary, Canadá             | Calgary, Canadá             | Calgary, Canadá             | Calgary, Canadá |                                                          |                                                          |                                                          |                                                          |                                                          |                       |
|                                                   |                                                   |                                                   |                                                   |                                                   |  |                                    |                                    |                                    |                 |                 |                             | Colômbia                    | 0                           |                 |                                                          |                                                          |                                                          |                                                          |                                                          |                       |
|                                                   |                                                   |                                                   |                                                   |                                                   |  |                                    |                                    |                                    |                 |                 |                             | Canadá                      | 5                           |                 |                                                          | Florianópolis, Brasil                                    | Florianópolis, Brasil                                    | Florianópolis, Brasil                                    | Florianópolis, Brasil                                    | Florianópolis, Brasil |
|                                                   |                                                   |                                                   |                                                   |                                                   |  | Colômbia                           |                                    |                                    |                 |                 |                             |                             |                             |                 | Canadá                                                   | 1                                                        |                                                          |                                                          |                                                          |                       |
|                                                   |                                                   |                                                   |                                                   |                                                   |  |                                    | bye                                |                                    |                 |                 |                             |                             |                             |                 | S                                                        | Brasil                                                   | 3                                                        |                                                          |                                                          |                       |
|                                                   |                                                   |                                                   |                                                   |                                                   |  |                                    |                                    |                                    |                 |                 | bye                         |                             |                             |                 |                                                          |                                                          |                                                          |                                                          |                                                          |                       |
|                                                   |                                                   |                                                   |                                                   |                                                   |  |                                    |                                    |                                    |                 |                 | S                           | Brasil                      |                             |                 |                                                          |                                                          |                                                          |                                                          |                                                          |                       |
| Venezuela está rebaixado para o Grupo II em 2008. | Venezuela está rebaixado para o Grupo II em 2008. | Venezuela está rebaixado para o Grupo II em 2008. | Venezuela está rebaixado para o Grupo II em 2008. | Venezuela está rebaixado para o Grupo II em 2008. |  |                                    |                                    |                                    |                 |                 |                             |                             |                             |                 | Peru e Brasil avançam para a Repescagem do Grupo Mundial | Peru e Brasil avançam para a Repescagem do Grupo Mundial | Peru e Brasil avançam para a Repescagem do Grupo Mundial | Peru e Brasil avançam para a Repescagem do Grupo Mundial | Peru e Brasil avançam para a Repescagem do Grupo Mundial |                       |

## Grupo II
|                                                | Play-offs 6-8 de Abril                         | Play-offs 6-8 de Abril                         | Play-offs 6-8 de Abril                         |                                                |                         | 1ª Rodada 9-11 de Fevereiro         | 1ª Rodada 9-11 de Fevereiro         | 1ª Rodada 9-11 de Fevereiro         |                                     |                                     | 2ª Rodada 6-8 de Abril  | 2ª Rodada 6-8 de Abril  | 2ª Rodada 6-8 de Abril  |                         |                                      | 3ª Rodada 21-23 de Setembro          | 3ª Rodada 21-23 de Setembro          | 3ª Rodada 21-23 de Setembro          |                                      |                    |
|                                                |                                                |                                                |                                                |                                                |                         |                                     |                                     |                                     |                                     |                                     |                         |                         |                         |                         |                                      |                                      |                                      |                                      |                                      |                    |
|                                                |                                                |                                                |                                                |                                                |                         | Guayaquil, Equador                  |                                     |                                     |                                     |                                     |                         |                         |                         |                         |                                      |                                      |                                      |                                      |                                      |                    |
|                                                |                                                |                                                |                                                |                                                |                         | S                                   | Equador                             | 5                                   |                                     |                                     |                         |                         |                         |                         |                                      |                                      |                                      |                                      |                                      |                    |
|                                                | Kingston, Jamaica                              | Kingston, Jamaica                              | Kingston, Jamaica                              | Kingston, Jamaica                              |                         |                                     | Antilhas Holandesas                 | 0                                   |                                     |                                     | Punta del Este, Uruguai | Punta del Este, Uruguai | Punta del Este, Uruguai | Punta del Este, Uruguai | Punta del Este, Uruguai              |                                      |                                      |                                      |                                      |                    |
|                                                |                                                | Antilhas Holandesas                            | 5                                              |                                                |                         |                                     |                                     |                                     |                                     | S                                   | Equador                 | 0                       |                         |                         |                                      |                                      |                                      |                                      |                                      |                    |
|                                                |                                                | Jamaica                                        | 0                                              |                                                | Punta del Este, Uruguai | Punta del Este, Uruguai             | Punta del Este, Uruguai             | Punta del Este, Uruguai             |                                     | S                                   | Uruguai                 | 5                       |                         |                         |                                      |                                      |                                      |                                      |                                      |                    |
|                                                |                                                |                                                |                                                |                                                | S                       | Uruguai                             | 5                                   |                                     |                                     |                                     |                         |                         |                         |                         |                                      |                                      |                                      |                                      |                                      |                    |
|                                                |                                                |                                                |                                                |                                                |                         |                                     | Jamaica                             | 0                                   |                                     |                                     |                         |                         |                         |                         |                                      | Assunção, Paraguai                   | Assunção, Paraguai                   | Assunção, Paraguai                   | Assunção, Paraguai                   | Assunção, Paraguai |
|                                                |                                                |                                                |                                                |                                                |                         |                                     |                                     |                                     |                                     |                                     |                         |                         |                         |                         |                                      | S                                    | Uruguai                              | 3                                    |                                      |                    |
|                                                |                                                |                                                |                                                |                                                |                         | Santo Domingo, República Dominicana | Santo Domingo, República Dominicana | Santo Domingo, República Dominicana | Santo Domingo, República Dominicana | Santo Domingo, República Dominicana |                         |                         |                         |                         |                                      | S                                    | Paraguai                             | 0                                    |                                      |                    |
|                                                |                                                |                                                |                                                |                                                |                         |                                     | El Salvador                         | 1                                   |                                     |                                     |                         |                         |                         |                         |                                      |                                      |                                      |                                      |                                      |                    |
|                                                | Santa Tecla, El Salvador                       | Santa Tecla, El Salvador                       | Santa Tecla, El Salvador                       | Santa Tecla, El Salvador                       |                         | S                                   | República Dominicana                | 4                                   |                                     |                                     | Lambaré, Paraguai       | Lambaré, Paraguai       | Lambaré, Paraguai       | Lambaré, Paraguai       | Lambaré, Paraguai                    |                                      |                                      |                                      |                                      |                    |
|                                                |                                                | El Salvador                                    | 4                                              |                                                |                         |                                     |                                     |                                     |                                     | S                                   | República Dominicana    | 1                       |                         |                         |                                      |                                      |                                      |                                      |                                      |                    |
|                                                |                                                | Cuba                                           | 1                                              |                                                | Assunção, Paraguai      | Assunção, Paraguai                  | Assunção, Paraguai                  | Assunção, Paraguai                  |                                     | S                                   | Paraguai                | 3                       |                         |                         |                                      |                                      |                                      |                                      |                                      |                    |
|                                                |                                                |                                                |                                                |                                                |                         | Cuba                                | 0                                   |                                     |                                     |                                     |                         |                         |                         |                         |                                      |                                      |                                      |                                      |                                      |                    |
|                                                |                                                |                                                |                                                |                                                |                         | S                                   | Paraguai                            | 5                                   |                                     |                                     |                         |                         |                         |                         |                                      |                                      |                                      |                                      |                                      |                    |
| Jamaica e Cuba disputarão o Grupo III em 2008. | Jamaica e Cuba disputarão o Grupo III em 2008. | Jamaica e Cuba disputarão o Grupo III em 2008. | Jamaica e Cuba disputarão o Grupo III em 2008. | Jamaica e Cuba disputarão o Grupo III em 2008. |                         |                                     |                                     |                                     |                                     |                                     |                         |                         |                         |                         | Uruguai disputará o Grupo I em 2008. | Uruguai disputará o Grupo I em 2008. | Uruguai disputará o Grupo I em 2008. | Uruguai disputará o Grupo I em 2008. | Uruguai disputará o Grupo I em 2008. |                    |

## Grupo III
- Local: Federación Nacional de Tenis de Guatemala, Guatemala, Guatemala
- Data: 20-24 de Junho

|   | Grupo A         | BAH | GUA | BAR | HAI |
| 1 | Bahamas (3-0)   |     | 3-0 | 2-1 | 3-0 |
| 2 | Guatemala (2-1) | 0-3 |     | 3-0 | 3-0 |
| 3 | Barbados (1-2)  | 1-2 | 0-3 |     | 3-0 |
| 4 | Haiti (0-3)     | 0-3 | 0-3 | 0-3 |     |

|   | Grupo B          | BOL | PUR | PAN | CRC |
| 1 | Bolívia (3-0)    |     | 3-0 | 3-0 | 3-0 |
| 2 | Porto Rico (2-1) | 0-3 |     | 3-0 | 2-1 |
| 3 | Panamá (1-2)     | 0-3 | 0-3 |     | 2-1 |
| 4 | Costa Rica (0-3) | 0-3 | 1-2 | 1-2 |     |

Os dois primeiros de cada grupo avançam para o Grupo 1º-4º Play-off, e os dois piores de cada grupo disputarão o Grupo 5º-8º Play-off.
|   | 1º-4º Play-off   | BAH | BOL | PUR | GUA |
| 1 | Bahamas (3-0)    |     | 2-1 | 2-1 | 3-0 |
| 2 | Bolívia (2-1)    | 1-2 |     | 3-0 | 2-0 |
| 3 | Porto Rico (1-2) | 1-2 | 0-3 |     | 2-1 |
| 4 | Guatemala (0-3)  | 0-3 | 0-2 | 1-2 |     |

|   | 5º-8º Play-off   | BAR | PAN | HAI | CRC |
| 1 | Barbados (2-1)   |     | 3-0 | 3-0 | 0-3 |
| 2 | Panamá (2-1)     | 0-3 |     | 2-0 | 2-1 |
| 3 | Haiti (1-2)      | 0-3 | 0-2 |     | 2-1 |
| 4 | Costa Rica (1-2) | 3-0 | 1-2 | 1-2 |     |

- Bahamas e Bolívia disputarão o Grupo II em 2008.
- Haiti e Costa Rica disputarão o Grupo IV em 2008.

## Grupo IV
- Local: Federación Nacional de Tenis de Guatemala, Guatemala, Guatemala
- Date: 20-24 de Junho
- Retiram-se do torneio: Bermuda, Caribe Oriental, Santa Lúcia

|   |                                | ARU | HON | ISV | TRI |
| 1 | Aruba (3-0)                    |     | 2-1 | 2-1 | 2-1 |
| 2 | Honduras (2-1)                 | 1-2 |     | 2-1 | 2-1 |
| 3 | Ilhas Virgens Americanas (1-2) | 1-2 | 1-2 |     | 2-1 |
| 4 | Trinidad e Tobago (0-3)        | 1-2 | 1-2 | 1-2 |     |

- Aruba e Honduras disputarão o Grupo III em 2008.